# Zgodovina Jerseyja
Otok Jersey in drugi Kanalski otoki predstavljajo ostanke srednjeveške Vojvodine Normandije, ki je obsegala del današnje Francije in Anglije. Ti otoki so bili edino britansko ozemlje, ki ga je Tretji rajh zasedel med drugo svetovno vojno.
Jersey, ki je kot otok nastal pred približno 8000 leti, leži v zalivu Mont St. Michel in je največji med Kanalskimi otoki, saj v ekstremih meri 10 milj v smeri vzhod-zahod, v smeri sever-jug pa 6 milj. Najstarejši dokaz človekove dejavnosti na današnjem otoku sega okoli 250.000 let nazaj, ko so skupine lovcev uporabljale votline La Cotte de St Brelade kot postojanko za lov mamuta. Dejavnosti skupin lovcev so na tem področju potekale občasno, dokler se v neolitiku skupnosti niso stalno naselile, kar zaznamuje zgradba obrednih grobišč, znanih kot dolmeni. Arheološki dokazi kažejo, da je v tem obdobju potekala trgovina z Bretanijo in južno obalo Anglije.
Čeprav je bil otok del rimskega sveta, o njem do 11. stoletja vemo le malo. Na tem področju so delovali različni keltski svetniki, kot sta bila Samson in Branwaldr. Karel Veliki je leta 803 poslal svojega odposlanca na ta otok, ki ga je imenoval Angia. Današnje ime Jersey je otok dobil zaradi Vikingov med 9. in 10. stoletjem. Kanalski otoki so politično ostali povezani z Bretanijo do leta 933, ko je William Longsword, normandski vojvoda zasedel  Cotentin in otoke ter jih priključil svojim ozemljem. Leta 1066 je normandski vojvoda Viljem II. pri Hastingsu porazil Harolda in postal angleški kralj, vendar je svoje francoske posesti še naprej upravljal kot posebno državo. Otoki so ostali del Vojvodine Normandije do leta 1204, ko je francoski kralj Filip Avgust osvojil vojvodino od angleškega kralja Janeza. Otoki so ostali zasebna last kralja in so jih opisovali kot okras krone.
Od leta 1204 naprej so Kanalski otoki prenehali uživati zavetje miru in so postali osredna točka morebitnega spora med Anglijo in Francijo. V tem času je bila zgrajena kraljeva trdnjava in vojaška baza Mont Orgueil. Med Stoletno vojno so bili otoki mnogokrat napadeni in v 1380. nekaj let celo zasedeni. Zaradi njihove strateške pomembnosti za Angleško krono so otočani lahko od kralja izpogajali številne ugodnosti. Med angleško državljansko Vojno vrtnic so Francozi otoke za sedem let (1461-1468) zasedli, preden je Sir Richard Harliston prispel na otok in ga pridobil nazaj za angleškega kralja.
V 16. stoletju so otočani prevzeli protestantsko vero, življenje na otoku pa se je zaostrilo. Čedalje večja uporaba smodnika na bojiščih je pomenila, da je treba prenoviti utrdbe na otoku in zgradili so novo trdnjavo, da bi branili zaliv St. Aubin's Bay. Trdnjavo je takratni guverner Sir Walter Raleigh poimenoval po kraljici Elizabeti. Otoška milica je bila reorganizirana glede na župnije in vsaka župnija je imela dva topova, ki so jih navadno hranili v cerkvi - na dnu Beaumont Hilla je še vedno moč videti enega od kanonov župnije Sv. Petra.
Proizvodnja pletenin je zelo narasla in že tako zaposlovala otočane, da je ogrožala zmožnost otoka za lastno pridelavo hrane, zato so bili sprejeti zakoni, ki so določali kdo lahko plete, ter kdaj in s kom to lahko počne. Otočani so se v tem času ukvarjali tudi z ribištvom okoli Nove Fundlandije. V februarju ali marcu so po maši v cerkvi Sv. Brelada ribiči odpluli proti Kanadi in se niso vrnili pred septembrom ali oktobrom.
V 1640. je v Angliji potekala državljanska vojna, sovražnosti pa so se razširile tudi na Škotsko in Irsko. Jersey je bil razdeljen, in čeprav je večina otočanov podpirala parlament, je vplivna otoška družina de Carteretov otok ohranila za angleškega kralja. Bodoči Karel II. je otok obiskal leta 1646, znova pa leta 1649, ko so usmrtili njegovega očeta in se je tudi sam skrival pred parlamentarci. Parlamentarci so otok končno osvojili šele leta 1651, a v nekaj letih se je britanska monarhija obnovila. Kralj Karel II. Angleški je Georgu Carteretu v zahvalo za to, da mu je med eksilom pomagal, podaril veliko ozemlje v ameriških kolonijah, kar je slednji takoj poimenova New Jersey (Novi Jersey). Ob koncu 17. stoletja je Jersey poglobil povezave z Ameriko, ko je mnogo otočanov emigriralo v Novo Anglijo in severovzhodno Kanado. Jerseyjški trgovci so zgradili bujno rastoč imperij v Novi Fundlandiji in ustanovili ribištvo okoli Gaspéja.
18. stoletje je bilo obdobje političnih napetosti med Britanijo in Francijo, ko so politične ambicije obeh držav trčile po vsem svetu. Zaradi svojega položaja je bil Jersey bolj ali manj venomer na pragu vojne.
Med Ameriškimi vojnami za neodvisnost so otok skušali osvojiti dvakrat. Leta 1779 so Princu Nassaua preprečili pristanek v zalivu St. Ouen's Bay; dve leti kasneje je francoska vojska pod vodstvom barona de Rullecourta zasedla St. Helier, a jo je britanski major Peirson pozneje porazil. Po kratkem obdobju miru so sledile francoska revolucija in Napoleonske vojne, ki so ob svojem koncu za vedno spremenile podobo Jerseyja. Številni angleško govoreči vojaki in upokojeni angleški častniki in delavci, ki so na otok prišli v 1820., so otok sčasoma preusmerili v angleško kulturno območje.
Jersey je postal ena od največjih ladjedelnic v Britanskem otočju, saj so na otoku zgradili več kot 900 lesenih ladij. V poznem 19. stoletju so otoški kmetje služili z razvojem dveh luksuznih blagovnih znamk - jersejške krave in krompirjeve jedi Jersey Royal. Krave so jim s pazljivim križanjem lepo uspele, medtem ko je bila jed popolna polomija.
Med drugo svetovno vojno so nemške enote med letoma 1940 in 1945 zasedle otok. Okoli 8000 otočanov se je pravočasno evakuiralo, 1200 so jih deportirali v taborišča v Nemčiji, več kot 300 otočanov pa so obsodili na zapor ali koncentracijska taborišča v celinski Evropi. Od teh jih je umrlo 20. Dan osvoboditve, 9. maj, je danes tudi v Jerseyu državni praznik.
Od 1960. naprej smo priča hitri rasti otoške finančne industrije.